# Taranto (provins)
Taranto är en provins i den italienska regionen Apulien och dess huvudort är Taranto, men här finns även staden Martina Franca. Provinsen etablerades 1923 genom en utbrytning av kommuner från provinsen Lecce

## Administrativ indelning
Provinsen Taranto är indelad i 29 comuni (kommuner). Alla kommuner finns i lista över kommuner i provinsen Taranto.

## Geografi
Provinsen Taranto gränsar:
- i norr mot provinsen Bari
- i öst mot provinsen Brindisi
- i sydöst mot provinsen Lecce
- i syd mot Joniska havet
- i väst mot provinsen Matera